# جنگ ۱۹۴۸ فلسطین
جنگ ۱۹۴۸ فلسطین، که در اسرائیل به نام جنگ استقلال (عبری: מלחמת העצמאות‎) و در عربی به نام نکبت (به معنای مصیبت، عربی: النکبة) معروف است، جنگی بود که در سرزمین فلسطین در دوران قیمومت بریتانیا رخ داد. این جنگ نخستین جنگ فلسطین و اسرائیل و ستیز گسترده‌تر اسرائیل و اعراب بود. امپراتوری بریتانیا در دوران این جنگ از قیمومت بر فلسطین، که تا سال ۱۹۱۷ بخشی از امپراتوری عثمانی بود، صرف نظر کرد. با اوج گرفتن جنگ، یهودیان کشور اسرائیل را بنیان‌گذاری کردند و مهاجرت دسته‌جمعی حدود ۷۰۰٬۰۰۰ عرب فلسطینی و تخریب بیشتر مناطق شهری آن‌ها، تحول جمعیتی قابل توجهی در قلمرو یهودیان پدید آمد.سرانجام بسیاری از اعراب فلسطینی بی‌تابعیت شدند و به سرزمین‌های فلسطینی که توسط مصر و اردن گرفته شده بودند، یا به کشورهای همسایه مهاجرت کردند و کمپ‌های پناهندگان بسیاری را پدیدآوردند.
سرزمینی که پیش از جنگ تحت مدیریت انگلیس بود بین اسرائیل و اردن و مصر تقسیم شد. اسرائیل ۷۸٪ از آن را تصاحب کرد و پادشاهی اردن (فرااردن) کرانه باختری رود اردن را تصاحب و سپس به خاک خود ضمیمه کرد و مصر نوار غزه را که اتحادیه عرب در آن حکومت کل فلسطین را بنیان‌گذاری کرد
این جنگ دارای دو مرحله اصلی بود؛ مرحله اول به نام جنگ داخلی ۱۹۴۸–۱۹۴۷ قیومیت فلسطین، که در ۳۰ نوامبر ۱۹۴۷ یک روز پس از رای سازمان ملل متحد برای تقسیم فلسطین به کشورهای مستقل یهودیان و اعراب و کنترل بین‌المللی قدس (طرح سازمان ملل برای تقسیم فلسطین), آغاز شد، که رهبران یهودی آن را پذیرفتند و رهبران عرب فلسطین و همچنین کشورهای عربی به اتفاق آرا با آن مخالفت کردند. تاریخ‌نگاران این مرحله از جنگ را به نام جنگ «داخلی»، «قومی» یا «میان‌جامعه» توصیف می‌کنند چرا که این جنگ میان شبه‌نظامیان عرب یهودی و فلسطینی، تحت حمایت ارتش آزادی‌بخش عرب و کشورهای عربی همسایه، بود. این درگیری در اواخر مارس ۱۹۴۸ هنگامی که یهودیان دست به حملات بسیار زدند، تشدید شد و با شکست فلسطینی‌ها در لشکرکشی‌های بزرگ، و پاکسازی خط‌های مقدم به پایان رسید. در این دوره انگلیس هنوز حاکمیت رو به زوال خود را بر فلسطین حفظ و گهگاهی در خشونت‌ها مداخله می‌کرد.
امپراتوری بریتانیا پایان قیمومت بر فلسطین را برای ۱۴ مه ۱۹۴۸ برنامه‌ریزی کرد. در آن تاریخ، هنگامی که آخرین سربازان و پرسنل انگلیسی باقی‌مانده شهر حیفا را ترک کردند، رهبران یهودیان در فلسطین بنیان‌گذاری دولت اسرائیل را اعلام کردند. این اعلامیه با حمله فوری ارتش‌های عرب و نیروهای اعزامی به فلسطین به منظور جلوگیری از بنیان‌گذاری اسرائیل و کمک به اعراب فلسطینی که در آن برهه طرف بازنده جنگ بودند و بخش عمده‌ای از آن‌ها در حال فرار یا مهاجرت دسته‌جمعی به اجبار شبه‌نظامیان یهودی بودند، همراه بود.
این حمله آغاز مرحله دوم جنگ به نام جنگ ۱۹۴۸ عرب‌ها و اسرائیل بود. مصری‌ها در نوار ساحلی جنوب پیشروی کردند و در نزدیکی اشدود متوقف شدند و هنگ عربی اردن و نیروهای عراقی ارتفاعات مرکزی فلسطین را تصرف کردند. سوریه و لبنان نیز در شمال با نیروهای اسرائیلی چندین درگیری داشتند. شبه‌نظامیان یهودی که در ارتش اسرائیل جمع شده بودند، توانستند نیروهای عربی را متوقف کنند. ماه‌های بعد بر شدت درگیری‌ها میان ارتش اسرائیل و ارتش‌های عربی که به آرامی به عقب رانده می‌شدند، افزوده شد. ارتش اردن و عراق توانستند بر بیشتر مناطق مرتفع فلسطین کنترل داشته و اورشلیم شرقی را تصرف کنند. منطقه تحت اشغال مصر به نوار غزه و منطقهٔ کوچکی در الفالوجه که به دست اسرائیلی‌ها محاصره شده بود، محدود شد. در اکتبر و دسامبر ۱۹۴۸، نیروهای اسرائیلی به خاک لبنان نفوذ کردند و با هجوم به شبه‌جزیره سینای مصر، نیروهای مصری را در غزه محاصره کردند. آخرین فعالیت نظامی در مارس ۱۹۴۹ هنگامی که نیروهای اسرائیلی صحرای نگب را تصاحب و به دریای سرخ راه یافتند، رخ داد. اسرائیل در سال ۱۹۴۹ پیمان‌های ترک مخاصمه‌ای را با مصر در ۲۴ فوریه، با لبنان در ۲۳ مارس، با ماوراء اردن در ۳ آوریل و سوریه در ۲۰ ژوئیه امضا کرد. در این دوره مهاجرت‌ها و اخراج اعراب فلسطینی ادامه داشت.
در سه سال جنگ، ۷۰۰٬۰۰۰ یهودی از اروپا و کشورهای عربی به اسرائیل مهاجرت کردند که یک سوم از آن‌ها از کشورهای اسلامی خاورمیانه مهاجرت کرده یا اخراج شده بودند. این مهاجران با طرح یک میلیون در اسرائیل حل شدند.